# Pure Prairie League
Pure Prairie League waren eine US-amerikanische Country-Rock-Band der 1970er Jahre, die eine Vielzahl von personellen Wechseln erlebte.

## Werdegang
Die Band Pure Prairie League wurde Anfang der 1970er Jahre in Columbus, Ohio von Craig Fuller und Georg Powell gegründet. Der Bandname wurde einem ausschließlich mit Frauen besetzten Abstinenzlerverein aus dem Western Herr des wilden Westens mit Errol Flynn entnommen. Man spielte zunächst in einem Club in der Umgebung von Cincinnati, bevor 1972 mit dem RCA-Label ein Schallplattenvertrag abgeschlossen wurde. Vor Produktion des ersten Albums wurde der Drummer Tom McGrail durch Jim Caughlin ersetzt. Außerdem wurde der Steelgitarrist John Call angeheuert.
1972 ihr erstes Album, Pure Prairie League. Wenig später gab es erneut personelle Umbesetzungen. Neuer Schlagzeuger wurde Billy Hinds, Al Briscoe ersetzte John Call und James Rolleston den Bassisten Jim Lanham. Hinzu kam der Pianist Michael Connor. Das 1973 erschienene Album Bustin' Out verkaufte sich nur schlecht, und die Gruppe verlor ihren Schallplattenvertrag. Ein Song aus diesem Album, Amie, fand aber drei Jahre später überraschend den Weg in die Country-Charts und RCA holte die Gruppe zurück.
Allerdings hatte Craic Fuller, der führende Musiker und Songwriter, die Band bereits verlassen. Er wurde durch Larry Goshorn ersetzt. Dessen Bruder Tim Goshorn ersetzte den zwischenzeitlich wieder zurückgekehrten John Call. Mit dem 1975 erschienenen Album Two Lane Highway wurde erstmals ein Charterfolg verbucht. Das Leben der Band wurde von ausgedehnten Tourneen bestimmt. Weitere Alben folgten. 1977 gab es erneut einen tiefgreifenden Personalwechsel. Mit George Powell verließ das letzte Gründungsmitglied die Pure Prairie League und auch die Goshorn-Brüder gingen. Angeheuert wurden die Multiinstrumentalisten Vince Gill und Patrick Bolin sowie der Gitarrist Jeff Wilson.
Nach dem 1979 erschienenen Album Cant't Hold Back wechselte die Band zum Casablanca-Label. Patrick Bolin stieg aus und wurde durch Jeff Wilson ersetzt. Mit Let Me Love You Tonight wurde ein Top-Ten-Hit erzielt. 1983 verließ Vince Gill die Gruppe, um eine Solokarriere zu starten. Gary Burr wurde neuer Leadsänger. Pure Prairie League löste sich 1987 endgültig auf.
1998 kam es zu einer Wiedervereinigung, wobei Craig Fuller und Mike Reilly durch Rick Shell und Curtis Wright ergänzt wurden.

## Diskografie

### Alben
| Jahr | Titel                  | Höchstplatzierung, Gesamtwochen, AuszeichnungChartplatzierungen (Jahr, Titel, Platzierungen, Wochen, Auszeichnungen, Anmerkungen) | Höchstplatzierung, Gesamtwochen, AuszeichnungChartplatzierungen (Jahr, Titel, Platzierungen, Wochen, Auszeichnungen, Anmerkungen) | Anmerkungen |
| Jahr | Titel                  | US | Country | Anmerkungen |
| ---- | ---------------------- | --- | --- | ----------- |
| 1975 | Bustin’ Out            | US34 Gold · (24 Wo.)US | — | RCA         |
| 1975 | Two Lane Highway       | US24 (14 Wo.)US | — | RCA         |
| 1976 | If The Shoe Fits       | US33 (16 Wo.)US | — | RCA         |
| 1976 | Dance                  | US99 (14 Wo.)US | Country39 (4 Wo.)Country | RCA         |
| 1977 | Live! Takin’ The Stage | US68 (11 Wo.)US | Country34 (6 Wo.)Country | RCA         |
| 1978 | Just Fly               | US79 (11 Wo.)US | — | RCA         |
| 1979 | Can’t Hold Back        | US124 (6 Wo.)US | — | RCA         |
| 1980 | Firin’ Up              | US37 (24 Wo.)US | — | Casablanca  |
| 1981 | Something In The Night | US72 (15 Wo.)US | — | Casablanca  |

Weitere Alben
- 1972: Pure Prairie League (RCA)
- 1987: Mementos 1971–1987 (Rushmore)
- 2005: All In Good Time (Drifter’s Church)

### Singles
| Jahr | Titel Album                                         | Höchstplatzierung, Gesamtwochen, AuszeichnungChartplatzierungen (Jahr, Titel, Album, Platzierungen, Wochen, Auszeichnungen, Anmerkungen) | Höchstplatzierung, Gesamtwochen, AuszeichnungChartplatzierungen (Jahr, Titel, Album, Platzierungen, Wochen, Auszeichnungen, Anmerkungen) | Anmerkungen |
| Jahr | Titel Album                                         | US | Country | Anmerkungen |
| ---- | --------------------------------------------------- | --- | --- | ----------- |
| 1975 | Amie Bustin’ Out                                    | US27 (13 Wo.)US | — |             |
| 1975 | Two Lane Highway                                    | US97 (1 Wo.)US | — |             |
| 1976 | That’ll Be The Day                                  | — | Country96 (2 Wo.)Country |             |
| 1980 | Let Me Love You Tonight Firin’ Up                   | US10 (17 Wo.)US | — |             |
| 1980 | I’m Almost Ready                                    | US34 (13 Wo.)US | — |             |
| 1980 | I Can’t Stop The Feelin’                            | US77 (6 Wo.)US | — |             |
| 1981 | Still Right Here In My Heart Something In The Night | US28 (14 Wo.)US | — |             |
| 1981 | You’re Mine Tonight                                 | US68 (5 Wo.)US | — |             |